# Octopus chierchiae
Octopus chierchiae är en bläckfiskart som beskrevs av Antonio Jatta 1889. 
Octopus chierchiae ingår i släktet Octopus och familjen Octopodidae. Inga underarter finns listade i Catalogue of Life.